# سيمون إس. مكدونالد
سيمون إس. مكدونالد (بالإنجليزية: Simon S. McDonald)‏ هو سياسي أمريكي، ولد في 11 ديسمبر 1869، وتوفي في 24 مايو 1956 في بيسمارك في الولايات المتحدة. حزبياً، نشط في North Dakota Republican Party ‏. وقد انتخب عضو مجلس ولاية داكوتا الشمالية.